# Sächsischer Landwein
Sächsischer Landwein gehört zu den deutschen Landweinen, die eine gehobene Stufe des „Deutschen Weins“ ohne Herkunftsbezeichnung darstellen und sich durch „gebietstypischen Charakter und ländliche Namensgebung“ auszeichnen. Die Herkunftsbezeichnung ist eine geschützte geografische Angabe.
Das Herkunftsgebiet des Sächsischen Landweins ist in der Hauptsache auf dem Territorium des Freistaats Sachsen festgelegt, zur geschützten geografischen Angabe gehören jedoch auch aufgerebte Weinbauflächen im benachbarten Brandenburg und Sachsen-Anhalt, die eng mit sächsischen Winzern und Verarbeitungsbetrieben aus dem sächsischen Kerngebiet zusammenarbeiten. Es handelt sich um „die Rebflächen der Gemeinde Schlieben im Landkreis Elbe-Elster des Landes Brandenburg und die Fluren 3, 4, 6 der Gemarkung Jessen, die Fluren 1 und 8 der Gemarkung Kleindröben und die Flur 2 der Gemarkung Schweinitz im Landkreis Wittenberg des Landes Sachsen-Anhalt.“ Alle drei Gemarkungen gehören zur Stadt Jessen.
Die zugelassenen Keltertraubensorten sind:
- Weißweinsorten: Bacchus, Gelber Muskateller, Roter Muskateller, Goldriesling, Grüner Silvaner, Grüner Veltliner, Helios, Hibernal, Huxelrebe, Johanniter, Kanzler, Kerner, Kernling, Merzling, Morio Muskat, Müller-Thurgau, Orion, Perle von Zala, Phoenix, Rieslaner, Ruländer, Saphira, Scheurebe, Siegerrebe, Sirius, Solaris, Weißer Burgunder, Weißer Elbling, Weißer Gutedel, Weißer Riesling, Sauvignon Blanc, Chardonnay, Roter Traminer, Roter Elbling und Auxerrois
- Rot- und Roseweinsorten: Acolon, Andre, Blauer Frühburgunder, Blauer Limberger, Blauer Portugieser, Blauer Spätburgunder, Blauer Trollinger, Blauer Zweigelt, Cabernet Cortis, Cabernet Dorsa, Cabernet Franc, Cabernet Mitos, Cabernet Dorio, Cabernet Carbon, Dakapo, Domina, Dornfelder, Dunkelfelder, Monarch, Müllerrebe, Regent und Saint Laurent

Der Hektarhöchstertrag ist für Sächsischen Landwein auf 80 hl/ha festgesetzt. Dabei muss dieser zumindest aus 85 % Trauben gekeltert werden, die von den zugelassenen Rebflächen stammen, während die restlichen Weintrauben aus Deutschland stammen müssen. Der Restzuckergehalt muss den Werten eines trockenen oder halbtrockenen Weins entsprechen.